# Intelligence avec l'ennemi
L'intelligence avec l'ennemi est une incrimination édictée par le Code pénal français. Il s'agit d'une section du livre IV du Code pénal relatif aux crimes et délits contre la Nation, l’État et la paix civile.

## En France

### Codes

#### Anciens codes
Code militaire
L'incrimination d'intelligence avec l'ennemi se trouvait énumérée parmi les attentats punis comme crimes dans l'ancien Code de justice militaire abrogé par Robert Badinter en attendant d'être fusionné avec le Nouveau code pénal de 1984. 
Livre II, Chapitre II Des crimes et des délits contre les devoirs et la discipline militaire commis par des militaires ou assimilés militaires en temps de paix et en temps de guerre
- Article 205 puis 236 (Armée de terre) et 263 (Marine) :

« Est puni de mort, avec dégradation militaire, tout militaire: 2°) Qui entretient des intelligences avec l'ennemi dans le but de favoriser ses entreprises. »
Code pénal de 1810
- Article 76 :

« Quiconque aura pratiqué des machinations ou entretenu des intelligences avec les puissances étrangères ou leurs agents, pour les engager à commettre des hostilités ou à entreprendre la guerre contre la France, ou pour en procurer les moyens, sera puni de mort. Cette disposition aura lieu même dans le cas même où lesdites machinations ou intelligences n'auraient pas été suivies d'hostilités »
- Article 77 :

« Sera également puni de mort quiconque aura pratiqué des manœuvres ou entretenu des intelligences avec les ennemis de l'État, à l'effet de faciliter leur entrée sur le territoire et dépendances de la République, ou de leur livrer des villes, forteresses, places, postes, ports, magasins, arsenaux, vaisseaux ou bâtiments appartenant à la France, ou de fournir aux ennemis des secours en soldats, hommes, argent, vivres, armes ou munitions, ou de seconder les progrès de leurs armes sur les possessions ou contre les forces françaises de terre ou de mer, soit en ébranlant la fidélité des officiers, soldats, et autres envers l'État, soit de toutes autres manières. »

#### Nouveau code pénal
Le Code pénal actuel dispose :
- Article 411-4 :

« Le fait d'entretenir des intelligences avec une puissance étrangère, avec une entreprise ou organisation étrangère ou sous contrôle étranger ou avec leurs agents, en vue de susciter des hostilités ou des actes d'agression contre la France, est puni de trente ans de détention criminelle et de 450 000 euros d'amende.
Est puni des mêmes peines le fait de fournir à une puissance étrangère, à une entreprise ou une organisation étrangère ou sous contrôle étranger ou à leurs agents les moyens d'entreprendre des hostilités ou d'accomplir des actes d'agression contre la France ».
- Article 411-5:

« Le fait d'entretenir des intelligences avec une puissance étrangère, avec une entreprise ou organisation étrangère ou sous contrôle étranger ou avec leurs agents, lorsqu'il est de nature à porter atteinte aux intérêts fondamentaux de la nation, est puni de dix ans d'emprisonnement et de 150 000 euros d'amende. »

### Applications

#### Juridictions
Certaines des cours de justice instituées par les ordonnances des 26 juin et 28 novembre 1944 ont considéré la « collaboration par le sexe » comme crime d'intelligence avec l'ennemi et prononcé des peines de travaux forcés, de réclusion et de prison, alors que d'autres y voyaient une indignité nationale passible de dégradation nationale.

#### Condamnations célèbres
- en 1894, le capitaine Dreyfus, à la dégradation et au bannissement, sentence révisée pour manipulation des preuves présentées au conseil de guerre, la Cour de Cassation cassera définitivement le jugement en 1906[2] ;
- Mata Hari à mort[3], peine exécutée.
- Paul Bolo à mort[3].
- En 1920, contre Julia Cornu dite Mariencourt[réf. nécessaire],
- En 1920, Clémence Martin-Froment, paysanne, auteure pendant la guerre de 14-18 d'une fiction anonyme favorable aux Allemands, acquittée[4]. Cette fiction a été rééditée.
- En 1944, sur la commune du Grand-Bornand, près du lac d'Annecy, 97 hommes et femmes furent accusés et jugés par un tribunal populaire de la Résistance d'avoir « porté les armes contre la France » et « d'intelligence avec l'ennemi » dont 76 furent exécutés[5].
- 19 janvier 1945, Lucien Rebatet à mort par la Cour de justice de la Seine, sentence commuée[6].
- Le 15 août 1945, Philippe Pétain, condamné à mort pour intelligence avec l'ennemi et haute trahison par la Haute Cour de justice. Deux jours plus tard, le général de Gaulle, chef du Gouvernement provisoire de la République (GRPF), commue la sentence en peine de réclusion à perpétuité.

#### Terrorisme
En 2016, François Fillon, ancien ministre et candidat à la primaire de la droite et du centre, propose d'utiliser cette incrimination dans le cadre de la lutte contre le terrorisme islamiste, ainsi que Marine Le Pen, députée européenne et présidente du Rassemblement national. Cette possibilité est rejetée par des spécialistes en droit pénal.